# Junge Liste (Landkreis Landshut)

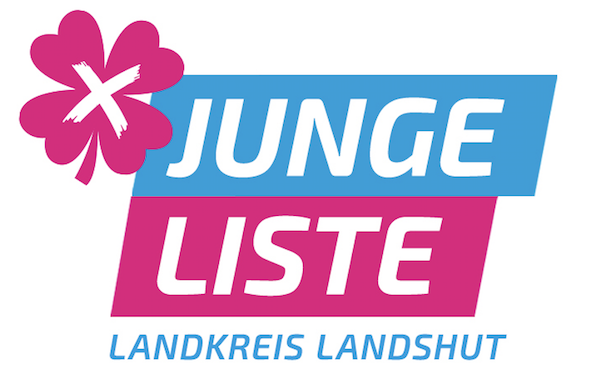
Logo der Jungen Liste im Landkreis Landshut

Die Kommunalwahlgemeinschaft Junge Liste im Landkreis Landshut (kurz: Junge Liste) ist eine parteiunabhängige Kommunalwahlgemeinschaft im Landkreis Landshut. Sie wurde 1995 gegründet und ist seit 1996 durchgehend im Kreistag des Landkreises Landshut vertreten. Die politische Arbeit ist auf das Gebiet des Landkreises Landshut beschränkt. In einigen Landkreis-Gemeinden gibt es seit 2014 (z. B. in Geisenhausen) bzw. seit 2020 (z. B. in Buch am Erlbach, Eching, Adlkofen) ebenfalls Junge Listen, die der Kommunalwahlgemeinschaft „Junge Liste“ im Landkreis nahe stehen, jedoch satzungsgemäß und formell unabhängig organisiert sind. Vorsitzender ist seit März 2025 Martin Huber aus Weng. Fraktionssprecherin im Kreistag ist Elisabeth Fuß.

## Geschichte
Gegründet wurde die Junge Liste 1995 von  Vertretern der Jugendarbeit im Landkreis Landshut. Wichtigste politische Forderungen waren damals „Generationengerechtigkeit“ und „keine Schulden auf Kosten der nächsten Generation“. 1996 trat die Junge Liste erstmals bei den Kommunalwahlen im Landkreis Landshut an. Damals zogen die heutige CSU-Bezirksrätin Martina Hammerl und Helmut Kobold (Bürgermeister von Aham) in den Kreistag ein. 2002 zog Birgit Schäffner aus Postau alleine in den Landshuter Kreistag ein. 2008 holte die Junge Liste ihr bislang bestes Ergebnis und mit Birgit Schäffner, dem ehemaligen CSU-Landtagsabgeordneten Florian Hölzl (Bürgermeister von Pfeffenhausen) und Manuela Bonardi erstmals drei Kreistagsmandate. 2014 wurden Manuela Graf, Manuela Bonardi und Elisabeth Fuß in den Kreistag gewählt. Bonardi wechselte kurz nach der Wahl von der Jungen Liste zu den Jungen Wählern, der Jugendorganisation der Freien Wähler. Kurz zuvor hatte ihr Vater, Thomas Emslander sen., den Wechsel von der CSU zu den Freien Wählern bekannt gegeben. Durch den Wechsel Bonardis verlor die Junge Liste trotz eines sehr guten Ergebnisses ihren Fraktionsstatus. Bei den Kreistagswahlen 2020 konnte dieser aber mit der Wahl von Elisabeth Fuß, Maximilian Ganslmeier (Vorsitzender von 2019 bis 2022, Gemeinderat aus Hohenthann) und Martin Giftthaler (Stadtrat in Rottenburg an der Laaber) zurückgeholt werden. Die von 2014 bis 2020 amtierende Kreisrätin Manuela Graf trat nicht mehr an.

## Politik
Im Kommunalwahlkampf 2020 setzte die Junge Liste vor allem auf die Themen Mobilität, Digitalisierung, Stärkung des Gesundheitssystems und des Ehrenamts, Nachhaltigkeit, Stärkung der heimischen Wirtschaft und Förderung neuer Innovationen sowie die Stärkung der beruflichen Bildung.